# 宝珠洞
39°57′49″N 116°10′29″E / 39.963549°N 116.174651°E
宝珠洞，位于北京市石景山区八大处公园，是一座汉传佛教寺院，为八大处第七处。

## 历史
《北京寺庙历史资料》记载：“宝珠洞坐落西郊五分署四平台四十四号，建于唐，清乾隆年间重修。”
宝珠洞内原来供奉着的佛像，民间传说是桂芳海岫老和尚的肉身贴金像。桂芳海岫祖籍河北，自幼出家白衣庵。清朝康熙年间入圣感寺（今香界寺），因佛学和戒行出众，受康熙帝尊重。重修圣感寺后，康熙帝钦命其任开山住持。香界寺内的《御制圣感寺碑文》曰：“寺僧海岫，笃实持躬，勤劳砥行，箪瓢布衲，十载经营，重新殿庑。”康熙帝御制诗曰：“脩然老衲净尘缘，台殿参差起瑞烟。驯鸽檐前应受戒，游鳞花下亦参禅。”
桂芳海岫被民间称为“鬼王菩萨”。北京西山地区流传有不少“鬼王菩萨”的传说。又传说桂芳海岫是在宝珠洞中圆寂，世寿一百四十岁。
实际上桂芳海岫圆寂于康熙二十五年（1686年），康熙帝得知后很悲痛，“仍赐白金为殡资，其徒寂印，奉师全身。”《五灯全书》说“塔于后山广禧寺之前”。广禧寺在宝珠洞以北的满井村。桂芳海岫圆寂后，葬在广禧寺之西的塔内，当地人俗称“鬼王坟”。海岫塔在1958年“破除迷信”时遭到拆除，现在周边尚留存有七株柏树。

## 建筑
宝珠洞位于山顶。出六处香界寺北便门，沿石径向西攀登一里多可抵达宝珠洞。途中山路忽然拐弯处，有八大处关帝庙，俗称“老爷庙”。过关帝庙向南数步，有一座牌楼。四柱三间，歇山瓦顶，额枋嵌汉白玉额，外额题有“欢喜地”，内额题有“坚固林”，两额均有硃印“乾隆御笔”。
牌楼不远处，有一块巨石被半副抱厦遮盖。石面已斑驳，上有行草诗文，落款处尚残留一枚硃印“乾隆御笔”痕迹。这是清朝乾隆十三年初冬，乾隆帝游宝珠洞时所题三首七言绝句。其中一首为：“极顶何来洞穴深，仙风吹送八琅音。个中疑有天龙护，时作人间六月霖。”
宝珠洞的建筑规模较小，山门内有敞亭一座、殿宇两重。山门朝向东北，殿宇朝向东南。主要建筑有：
- 山门：朝向东北。[1]
- 眺远亭：位于院落东南。面阔三间，卷棚顶敞亭。灰墙红柱，梁枋绘有彩画。可在此临崖凭栏远眺。[1]
- 观音大士殿：位于悬崖下。面阔三间，额题“诸法正观”。殿内供如意观音像，是21世纪初的今人所塑。[1]
- 阿弥陀佛殿：位于观音大士殿后崖上。面阔三间，配两间耳房。殿内过去供奉泥塑贴金阿弥陀佛坐像。如今供奉三世佛立像，是21世纪初的今人所塑。[1]
- 宝珠洞：位于观音大士殿后面，阿弥陀佛殿下。洞高不到六尺，深广一丈多。洞壁为粒粒卵石，黑白相间，十分晶莹，好像珍珠闪烁，该洞因此得名。旧时，洞中供奉的是上述所谓肉身贴金像，像前有一牌位题着“钦命赐紫圣感堂中兴第一代传临济正宗三十三世桂芳岫翁老和尚位”。旁边的供案上有一玻璃匣，其中盛放桂芳海岫生前穿的缎制黄巾紫履。如今肉身贴金像已无存，用一尊汉白玉坐像取代。[1]

出宝珠洞南角门，登临山顶，可远眺紫禁城、永定河。